# Pomnik ofiar obozów jenieckich w Toruniu
Pomnik ofiar obozów jenieckich w Toruniu – obelisk upamiętniający ofiary obozów jenieckich na Glinkach w Toruniu, więzionych podczas II wojny światowej. Pomnik znajduje się przy ul. Poznańskiej. Pomnik odsłonięto 8 maja 2019 roku.
Na obelisku została umieszczona tabliczka o treści: Pamięci kilkudziesięciu tysięcy ofiar niemieckiego i sowieckiego totalitaryzmu, żołnierzy wielu armii oraz ludności cywilnej Torunia i regionu zmarłych i zamordowanych w obozach jenieckich na Glinkach w latach II Wojny Światowej i w okresie powojennym. W pobliżu pomnika umieszczono tablicę informacyjną w czterech językach: polskim, angielskim, niemieckim i rosyjskim.